# Ліліан Марійніссен
Ліліан Марі Корнеель Марійніссен (нід. Lilian Marie Corneel Marijnissen; 11 липня 1985, Осс) — нідерландський політик. З 23 березня 2017 року є членом Палати представників Генеральних штатів від Соціалістичної партії (СП). У грудні 2017 року вона змінила Еміля Ремера на посаді голови фракції СП у Палаті представників і політичного лідера своєї партії.

## Біографія

### Молодість, освіта, місцева політика
Ліліан Марійніссен донька колишнього лідера СП Яна Марійніссена. Її мати Марі-Анн Марійніссен була муніципальним радником в Оссі та депутатом з 1998 по 2000 рік. У віці чотирьох років Ліліан Марійніссен брала участь у кампанії батька і була зображена на плакаті на виборах до Палати представників 1989 року. Ліліан сидить зі своїм батьком на велосипеді.
У віці 16 років вона висувалася кандидатом від СП в Оссі на муніципальних виборах 2002 року. Незважаючи на низьке місце в списку, вона була обрана преференційними голосами. Проте вона не могла зайняти своє місце, оскільки на той час їй ще не виповнилося 18 років, мінімального віку для обрання до муніципальної ради чи іншого політично представницького органу. 11 вересня 2003 року, через два місяці після свого вісімнадцятого дня народження, Марійніссен стала радником, коли член фракції СП вирішив звільнити її місце. У рамках роботи ради входила до комісії ради з соціально-культурних питань (культура, молодь, зайнятість). На муніципальних виборах 2006 року Марійніссен була другим у списку кандидатів СП в Оссі та була переобрана.
Окрім роботи в раді, Марійніссен вивчала політологію. У 2006 році вона отримала ступінь бакалавра в Університеті Неймегену. Потім здобула ступінь магістра політології в Амстердамському університеті. У 2008 році стала співробітницею профспілки державних службовців Abvakabo (у 2015 році поглинена профспілкою FNV), де займалася захистом трудових прав працівників охорони здоров'я та вела переговори щодо укладення колективного трудового договору. На муніципальних виборах 2010 року та знову на виборах після муніципальної реорганізації в 2014 році вона була переобрана до муніципальної ради Оссе. На останніх виборах, будучи другою в списку, вона набрала більше голосів, ніж лідер партії Ян Цолль.

### Національна політика
У серпні 2016 року вона оголосила, що залишає Abvakabo FNV, для участі у передвиборчій кампанії. Трохи згодом з'ясувалося, що вона займає третє місце в списку кандидатів від >Соціалістичної партії на виборах до Палати представників Нідерландів у 2017 році. Вона була обрана до парламенту і була призначена 23 березня 2017 року. Спочатку вона була речником від імені своєї групи у сфері політики охорони здоров'я. У парламенті вона відстоювала, серед іншого, громадські центри опіки як невеликі інтернатні заклади для людей похилого віку в районі, де вони вже жили. Про це вона подала ініціативну записку. У 2023 році в її рідному місті Осс було відкрито перший громадський центр догляду в Нідерландах.
Після того, як Еміль Ремер залишив посаду голови фракції та лідера партії, Марійніссен стала кандидатом на голову партії. 13 грудня 2017 року фракція СП обрала її головою, де вона випередила колегу Садет Карабулут.
На 20 червня 2020 року вона була обрана лідером списку на виборах до Палати представників у 2021 році після голосування партійної ради та керівництва партії. На цих виборах Соціалістична партія втратила представництво з 14 до 9 місць. Перед місцевими виборами 2022 року Марійніссен разом із своєю партією виступила під гаслом «Наш район». У цій кампанії вона підняла питання про негативні наслідки трудової міграції для підвищення заробітної плати та соціальну взаємодію в районах. Це викликало критику від політичних опонентів, та обвинувачення її в антиімміграційних та ксенофобних поглядах. Навіть після виборів трудова міграція залишалася однією з важливих тем для Марійніссен. У своєму інтерв'ю для Trouw у травні 2022 року вона назвала її «порочною моделлю доходів для роботодавців» і виступила за посилення регулювання. Крім того, вона через письмові запити звернулася до відповідних міністрів стосовно часто жалюгідної житлової ситуації та експлуатації трудових мігрантів з Європейського Союзу.
Марійніссен була обрана партійною радою СП у липні 2023 року лідером партії на виборах до Палати представників у 2023 році. Вона була єдиним кандидатом.

### Особисте життя
З 2018 до кінця 2021 року Марійніссен мала стосунки з ведучим Бартом Ноллесом.

## Нагороди
У 2020 та 2023 роках Марійніссен була нагороджена премією Klaretaal Brigade Jargon.

## Результати виборів
| Вибори                             | Позиція Марійніссен у партійному списку | Отримано місць | Кількість голосів |
| ---------------------------------- | --------------------------------------- | -------------- | ----------------- |
| Вибори в Палату представників 2017 | 3 (список СП)                           | 14             | 124,626           |
| Вибори в Палату представників 2021 | 1 (список СП)                           | 9              | 416 690           |
| Вибори в Палату представників 2023 | 1 (список СП)                           |                |                   |